# ایزادور شارپ
ایزادور شارپ (انگلیسی: Isadore Sharp؛ زادهٔ ۸ اکتبر ۱۹۳۱) معمار اهل کانادا است.